# Oxybelis aeneus
Oxybelis aeneus és una espècie de serp arborícola de la família Colubridae, és diürna que s'especialitza a menjar sargantanes i ocasionalment insectes, anurs, ocells i fins a petits mamífers. Es distribueix des del sud d'Arizona, fins al nord d'Amèrica del Sud.